# Бонди, Сергей Михайлович
Сергей Михайлович Бонди (13 (25) июня 1891, Баку — 29 августа 1983, Москва) — советский литературовед, текстолог, пушкинист, доктор филологических наук, профессор МГУ, автор множества книг и статей о творчестве А. С. Пушкина.

## Биография и научная деятельность
Сергей Бонди родился 13 (25) июня 1891 года в Баку, в семье директора мореходного училища. В 1906 году семья переехала в Херсон. После окончания херсонской гимназии в 1910 году (с золотой медалью) поступил на историко-филологический факультет Петроградского университета. Среди его учителей были лингвисты Иван Бодуэн де Куртенэ, Алексей Шахматов и Лев Щерба, литературовед Семён Венгеров. В университете начал заниматься изучением фактов о А. С. Пушкине, занялся изучением строения русского стиха и его истории. В 1916 году окончил университет и был оставлен при нём для подготовки к профессорскому званию. Его выпускное сочинение «Тредиаковский и реформа русского стихосложения» 1916 года в связи с событиями 1917 года осталось тогда неопубликованным.
В студенческие годы встречался с Александром Блоком и Всеволодом Мейерхольдом. Был участником пушкинского семинария Семёна Венгерова. После 1917 года Бонди устроился в Книжную палату и в Архив цензуры и печати. Бонди начал печататься в 1918 году. Первые работы, посвящённые исследованию творчества Пушкина, были написаны Бонди ещё в студенческие годы, и с 1921 года он стал публиковать научные статьи о поэте. В 1919 году семья Бонди, включая трёх братьев — Сергея, Алексея и Юрия, в связи с непростым материальным положением переехала вместе с театральной труппой в Кострому. Там два брата устроились в театр, а Сергей стал преподавателем в местном детском интернате. Позже он переехал в Москву и работал учителем на станции художественного воспитания Наркомпроса.
Не забывая про Пушкина, написал статью «Три заметки о Пушкине» (опубликована в 4-м выпуске альманаха «Пушкинист»). В 1929 году Бонди приняли в Пушкинскую комиссию.
В 1931 году вышла первая книга учёного — «Новые страницы Пушкина». В 1933 году он переходит в Московский институт философии, литературы и искусства (МИФЛИ); вскоре получает предложение подключиться к работе по подготовке академического издания текстов А. С. Пушкина. В это время он женится на Валмосовой Надежде Васильевне. В МИФЛИ он разработал методологию исследования и расшифровки черновиков Пушкина, положенную в основу текстологических принципов Полного собрания сочинений поэта в 16 томах (издание 1937—1959 годов).
В 1937 году по сценарию Бонди (режиссёр — Сергей Владимирский) был снят документальный фильм «Рукописи Пушкина».
С 1941 года Бонди был преподавателем Московского педагогического института имени Потёмкина. В начале Великой Отечественной войны пошёл добровольцем в ополчение, но оказался не годен в связи с глухотой. В 1943 году защитил докторскую диссертацию «Вопросы ритмики стиха». Вскоре после 1945 года Бонди женился второй раз — на Наталье Владимировне Серпинской.
В 1950 году стал профессором кафедры истории русской литературы МГУ, где читал курс по истории русской литературы XIX века. Занимаясь найденными в архиве в начале XX века зашифрованными 2 листами предположительно X главы поэмы Пушкина «Евгений Онегин», предложил свой вариант формирования главы и расшифровки сокращений.
Сергей Бонди хорошо играл на альте, в студенческие годы подрабатывал, играя в оркестре Петербургского Народного дома. Дружил с композиторами Михаилом Гнесиным и Владимиром Крюковым, встречался с Анной Ахматовой.
По воспоминаниям учеников и работавших с учёным он был «учёный и артист одновременно», умевший перевоплощаться в жизнь другого человека, жившего до него; его лекции были ошеломляющим моноспектаклем, проходившем с аншлагом. Из поэтов XX века Бонди ценил Блока и Пастернака.
Награждён орденом Трудового Красного Знамени (1971) и орденом Дружбы народов — на 90-летие учёного (1981).
Умер 29 августа 1983 года. Похоронен на Введенском кладбище (2 уч.).
В 2017 вышел юбилейный сборник С. М. Бонди к 125-летию со дня его рождения «И труд, и вдохновенье», подготовленного дочерью Н. Бонди (издан Государственным литературным музеем).

## Происхождение и семья
Происходил из старинного французского рода. Ю. П. Герман нашёл в одесском архиве подлинные свидетельства появления в России семьи французского графа Тайпье де Бонди. Это случилось после французской революции 1789 года. Граф входил в число приближённых герцога Ришельё, основателя Одессы. Покинув родину, Тайпье де Бонди остался в России навсегда.
Отец — старший морской офицер. В семье было три брата и сестра. Особенное отношение в семье было к музыке.

Старший брат Юрий (8 (20) декабря 1889 — 9 марта 1926) — театральный художник и режиссёр (сподвижник Мейерхольда, один из основателей советского театра для детей), — оставил ради театра астрономическую науку, похоронен на Ваганьковском кладбище.

Младший брат Алексей (1892—1952), ставший актёром, оставил биологию; заслуженный артист РСФСР (1948).

Сестра Наталия — артистка.
Супруга — Наталья Владимировна Серпинская-Бонди, пианистка. Её отец — Владимир Николаевич Серпинский — народоволец, за противоправную деятельность около 10 лет провел в Якутской ссылке. Был близко знаком с Плехановым и Мартовым. Среди близких знакомых — И. А. Бунин.

Дочь (от второго брака) — Наталья Сергеевна Бонди (род. 25 марта 1948) — кандидат искусствоведения, музыкальный оформитель, музыкант.

## Основные работы
- Новые страницы Пушкина. — М., 1931;
- О чтении рукописей Пушкина // Известия АН СССР. Отделение общественных наук. — М. — 1937. — № 2—3;
- Драматургия Пушкина и русская драматургия XIX в. // Пушкин — родоначальник новой русской литературы. — М.-Л., 1941;
- Черновики Пушкина. Статьи 1930—1970 гг. — М.: Просвещение, 1971. — 232 с. — 100 тыс. экз.
- О Пушкине: Статьи и исследования. — М., 1978 (2-е изд. — М., 1983);
- Мир Пушкина: Избранное / [сост. Н. В. Валмосова-Бонди, С. Д. Селиванова]. — Москва: Персей, Вече: Московские учебники, 1999. — 493, [2] с. — ISBN 5-88421-022-1
- Сергей Михайлович Бонди: К 120-летию со дня рождения: Статьи. Письма. Воспоминания современников: сборник науч. ст. и публикаций / Филологический факультет МГУ ; ред.-сост.: Н. С. Бонди, В. П. Каширников. — М.: Изд-во Моск. ун-та, 2013. — 328 с. — ISBN 978-5-211-06441-6
- Сергей Михайлович Бонди: К 120-летию со дня рождения: Избранное: сборник науч. ст. / Филологический факультет МГУ; сост.: Н. С. Бонди . — М.: Изд-во Моск. ун-та, 2013. — 360. с. — ISBN 978-5-211-06440-9